# Đài Phát thanh – Truyền hình tỉnh Bà Rịa – Vũng Tàu
Đài Phát thanh - Truyền hình Bà Rịa – Vũng Tàu (tiếng Anh: Ba Ria – Vung Tau Radio – Television, viết tắt: BRT) được thành lập ngày 18/03/1981 là một Đài Phát thanh - Truyền hình địa phương, trực thuộc Ủy ban Nhân dân Thành phố Hồ Chí Minh. BRT là kênh truyền hình thiết yếu, tuyên truyền quảng bá về hỉnh ảnh quê hương – con người Bà Rịa – Vũng Tàu. Là Đài Phát thanh - Truyền hình đầu tiên tại Việt Nam sử dụng nhạc đài hiệu là bài hát "Đất nước trọn niềm vui" của nhạc sĩ Hoàng Hà cho sóng phát thanh 102.5MHz, và sau này là 92MHz, và là đài đầu tiên có nhạc hiệu mở sóng là nhạc nước ngoài.

## Lịch sử
- Ngày 18 tháng 3 năm 1981, trên bầu trời đặc khu Vũng Tàu – Côn Đảo (nay thuộc Thành phố Hồ Chí Minh), đã xuất hiện một làn sóng mới, làn sóng các chương trình phát thanh AM tần số 1350 KHz và đánh dấu sự ra đời đầu tiên công cụ báo chí điện tử của tỉnh.
- Ngày 5 tháng 9 năm 1991, chương trình truyền hình đầu tiên đã phát sóng trên kênh 11 VHF.
- Ngày 30 tháng 4 năm 2001, tăng thời lượng chương trình phát thanh (từ 4 giờ 30 phút mỗi ngày lên 11 giờ 30 phút với 60 đầu chương trình) và chương trình truyền hình (từ 5 giờ lên 11 giờ 30 phút với 32 đầu chương trình). Đầu năm 2003, tiếp tục tăng thời lượng chương trình phát thanh lên 14 giờ 30 phút mỗi ngày với 63 đầu chương trình và chương trình truyền hình lên 15 giờ mỗi ngày với 38 đầu chương trình.
- Ngày 17 tháng 12 năm 2005, chính thức chuyển trụ sở làm việc của đài từ TP. Vũng Tàu qua TX. Bà Rịa (sau này là TP. Bà Rịa) với cơ sở vật chất khang trang, cùng một số thiết bị đầu tư mới, sau khi ổn định các hoạt động tại cơ sở mới, Đài tiến hành xây dựng Đề án "Nâng cao chất lượng nội dung chương trình phát thanh, truyền hình giai đoạn 2008 – 2010" và chính thức triển khai từ đó.
- Ngày 30 tháng 9 năm 2008, website http://brt.vn chính thức hoạt động, mở ra kênh thông tin tuyên truyền của Đài và góp phần "nối dài" sóng Phát thanh–Truyền hình.
- Ngày 1 tháng 7 năm 2009, sóng truyền hình BRT chính thức hiện diện trên vệ tinh Vinasat–1.
- Ngày 2 tháng 9 năm 2009, sóng truyền hình BRT đã đến với huyện Côn Đảo.
- Từ tháng 12 năm 2010 đến tháng 1 năm 2011, Đài đã khởi công xây dựng Trạm thu phát lại chương trình phát thanh, truyền hình của Đài tại huyện Châu Đức và huyện Côn Đảo. Sau khi hai trạm này đi vào hoạt động, vùng lõm về sóng phát thanh, truyền hình trên địa bàn tỉnh đã cơ bản được giải quyết.
- Từ ngày 1 tháng 7 năm 2017: Đài thực hiện tắt sóng analog tại TP. Vũng Tàu và TP. Bà Rịa.
- Từ ngày 15 tháng 8 năm 2017: Đài thực hiện tắt sóng analog trên địa bàn các huyện Tân Thành, Châu Đức, Long Điền, Đất Đỏ, Xuyên Mộc và Côn Đảo với các trạm phát sóng chính, chuyển sang phát sóng truyền hình số mặt đất theo lộ trình số hóa truyền hình Việt Nam của Chính phủ.
- Từ ngày 1 tháng 10 năm 2017: BRT phát sóng truyền hình độ nét cao với chuẩn FULL-HD.
- Từ ngày 19 tháng 6 năm 2020: BRT chính thức đưa vào sử dụng app BRTGO trên cả hai hạ tầng iOS và Android.
- Từ ngày 30 tháng 6 năm 2020: Bà Rịa - Vũng Tàu thực hiện tắt sóng analog với các trạm phát sóng lại.

## Lãnh đạo
- Quyền Giám đốc: Trương Thanh Phong
- Phó Giám đốc: Huỳnh Thị Liên, Lê Anh Thi

## Các kênh

### Phát thanh
- FM 92 MHz[1]: Tháng 8/2010 theo chỉ đạo của Bộ Thông tin và Truyền thông, Đài chuyển sang tần số FM 92 MHz. Đài phát sóng từ 5h đến 23h mỗi ngày.

### Truyền hình
- BRT: Kênh Truyền hình Bà Rịa – Vũng Tàu phát sóng 24/24h hăng ngày trên các hạ tầng truyền dẫn.
- VTVCab: Kênh 315
- SCTV: Kênh 111
- SCTV: Cáp Analog tại Bà Rịa – Vũng Tàu
- HTVC: Kênh 40
- VTC: Kênh 80
- DVB–T2: Kênh 35
- Viettel TV: Kênh 201
- FPT: Kênh 116
- MyTV – VNPT: Kênh 721
- SDTV: Kênh 33, tần số 570 UHF
- Vinasat 1 và Vinasat 2
- Truyền hình OTT: HTVC, FPT Play, ClipTV, K+, Bà Rịa TV, MyTV, VTVCab ON, HTVC TVoD, VieON, TV360.

## Chương trình
- An ninh trật tự Bà Rịa - Vũng Tàu
- Bản tin 18h
- Cây cọ vàng
- Chuyện tối nay với Thành
- Tin nhanh 24/7
- Chung sức tranh tài
- Thời sự BRT
- Trước ống kính
- Mảnh ghép cuộc sống
- Thời sự ngày mới
- Vòng quay 24h